# Чертково
Чертково (на руски: Чертково) е село в Селивановски район на Владимирска област в Русия, център на Чертковската селска община.

## География
Селото е разположено на 18 км североизточно от районния център Красная Горбатка.

## История
До Октомврийската революция, селото е център на Павловска волост на Вязниковски уезд.
През годините на съветската власт е център на Чертковския селски съвет.

## Население
| 1859 | 1897 | 1926 |
| ---- | ---- | ---- |
| 476  | 687  | 871  |